# Сен-Лонёк
Сен-Лонёк (фр. Saint-Launeuc, брет. Sant-Laoueneg) — коммуна во Франции, находится в регионе Бретань. Департамент — Кот-д’Армор. Входит в состав кантона Брон. Округ коммуны — Сен-Бриё.
Код INSEE коммуны — 22309.

## География
Коммуна расположена приблизительно в 360 км к западу от Парижа, в 55 км западнее Ренна, в 45 км к юго-востоку от Сен-Бриё.

## Население
Население коммуны на 2016 год составляло 204 человека.
| 1962 | 1968 | 1975 | 1982 | 1990 | 1999 | 2008 | 2016 |
| ---- | ---- | ---- | ---- | ---- | ---- | ---- | ---- |
| 285  | 253  | 239  | 195  | 180  | 194  | 194  | 204  |

## Экономика
В 2007 году среди 111 человек в трудоспособном возрасте (15—64 лет) 76 были экономически активными, 35 — неактивными (показатель активности — 68,5 %, в 1999 году было 71,5 %). Из 76 активных работали 69 человек (36 мужчин и 33 женщины), безработных было 7 (5 мужчин и 2 женщины). Среди 35 неактивных 8 человек были учениками или студентами, 20 — пенсионерами, 7 были неактивными по другим причинам.

## Достопримечательности
- Замок Ла-Брюйер[фр.] (XVIII век). Исторический памятник с 1968 года[3]
- Часовня Ла-Брюйер (XVII век). Исторический памятник с 1969 года[4]